# 1613
1613 (MDCXIII) byl rok, který dle gregoriánského kalendáře započal úterým.

## Události

### Česko
- vydání poslední revize Bible Kralické.

### Svět
- nástup dynastie Romanovců na ruský trůn.
- Samuel de Champlain zkoumá řeku Ottawu.
- Vyhořelo divadlo Globe

### Probíhající události
- 1568–1648 – Nizozemská revoluce
- 1568–1648 – Osmdesátiletá válka
- 1609–1618 – Rusko-polská válka

## Narození

### Česko
- 14. září – Jan Gobbar, olomoucký kanovník a kapitulní arcijáhen, světící biskup olomoucké diecéze († 11. března 1665)
- 18. října – Felix Kadlinský, český spisovatel († 1675)

### Svět
- 12. března – André Le Nôtre, francouzský zahradní architekt († 15. září 1700)
- 24. února – Mattia Preti, italský barokní malíř († 3. ledna 1669)
- 07. dubna – Gerrit Dou, nizozemský malíř († 9. února 1675)
- 19. dubna – Christoph Bach, německý hudebník a člen hudební rodiny Bachů († 12. září 1661)
- 09. května – Mattias de Medici, třetí syn toskánského velkovévody Cosima II. De Medici († 11. října 1667)
- 07. srpna – Vilém Fridrich Nasavsko-Dietzský, hrabě Nasavsko-Dietzský a místodržitel Fríska, Stadtholderu, Drentska a Groningenu († 31. října 1664)
- 20. srpna – Alžběta Žofie Meklenburská, německá šlechtična, básnířka a skladatelka († 12. července 1676)
- 15. září – François de La Rochefoucauld, francouzský spisovatel († 17. března 1680)
- 20. září – Jean-François Paul de Gondi, kardinál, pařížský arcibiskup († 24. srpna 1679)
- 25. září – Claude Perrault, francouzský architekt, teoretik umění, překladatel a lékař († 9. říjen 1688)
- 13. října
  - Luisa de Guzmán, manželka portugalského krále Jana IV. († 27. února 1666)
  - Karel Ferdinand Vasa, vratislavský a plocký biskup z polské královské dynastie Vasovců († 9. května 1655)
- 15. října – pokřtěn Isaac de Benserade, francouzský barokní básník, libretista a dramatik († 19. října 1691)
- 09. listopadu – Ján Misch, jezuitský přírodovědec († 14. října 1677)
- 13. prosince – Carl Gustav Wrangel, švédský polní maršál († 5. června 1676)
- neznámé datum
  - Daniele da Castrovillari, italský mnich a hudební skladatel († 29. listopadu 1678)
  - Thomas Willeboirts Bosschaert, vlámský barokní malíř († 23. ledna 1654)
  - Bartholomeus van der Helst, nizozemský malíř († pohřben 16. prosince 1670)
  - Chušhál Chán Chattak, paštúnský básník, válečník a náčelník kmene Chattak († 19. února 1689)

## Úmrtí

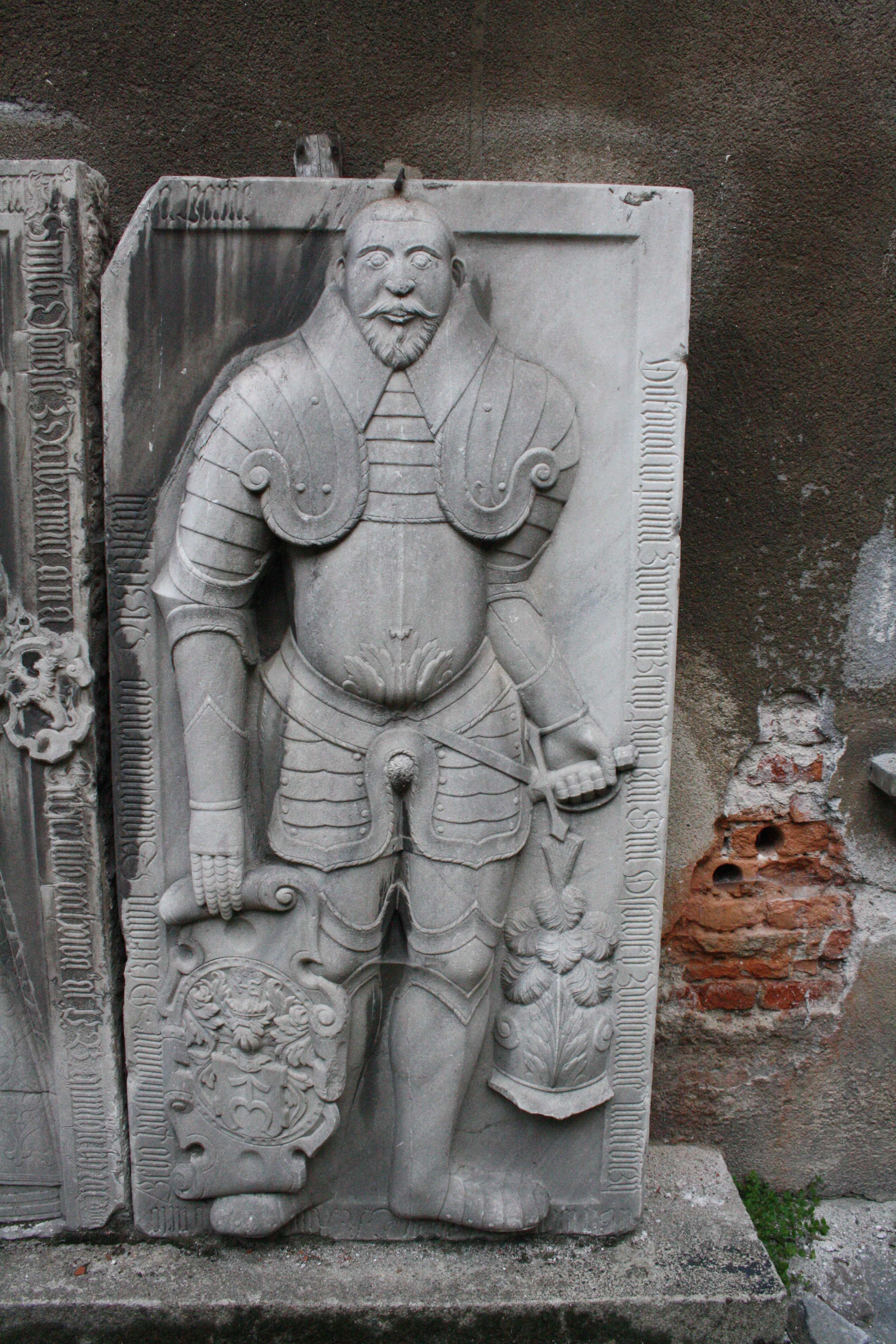
Smil Osovský z Doubravice († 13. února)

### Česko
- 13. února – Smil Osovský z Doubravice, český šlechtic (* březen 1548)
- 23. června – Adam Huber z Riesenpachu, osobní lékař císaře Rudolfa II. (* 3. ledna 1545)
- 30. července – Jindřich Julius Brunšvicko-Lüneburský, německý šlechtic pobývající v Praze (* 15. října 1564)
- 22. nebo 25. srpna – David Gans, pražský židovský učenec, astronom a matematik (* 1541)
- 03. října – Jan Willenberg, autor dřevořezů, grafik a kreseb (* 23. června 1571)
- 08. prosince – Adam Zalužanský ze Zalužan, český lékař, lékárník, botanik a pedagog (* 1555)
- neznámé datum
  - Jiří Popel z Lobkovic, český politik, který upadl do nemilosti císaře Rudolfa II. roku 1594, zemřel ve vězení na hradu Loket
  - Daniel Fröschl, malíř německého původu působící u Rudolfa II. (* 1572/73)
  - Kašpar Ladislav Stehlík z Čeňkova, humanista, matematik, geometr a astronom (* 6. ledna 1571)
  - Ladislav Berka z Dubé a Lipé, šlechtic z významného ronovského rodu Berků z Dubé (* kolem 1560)
  - Paulus van Vianen, nizozemský zlatník působící v Praze u Rudolfa II. (* kolem 1570)

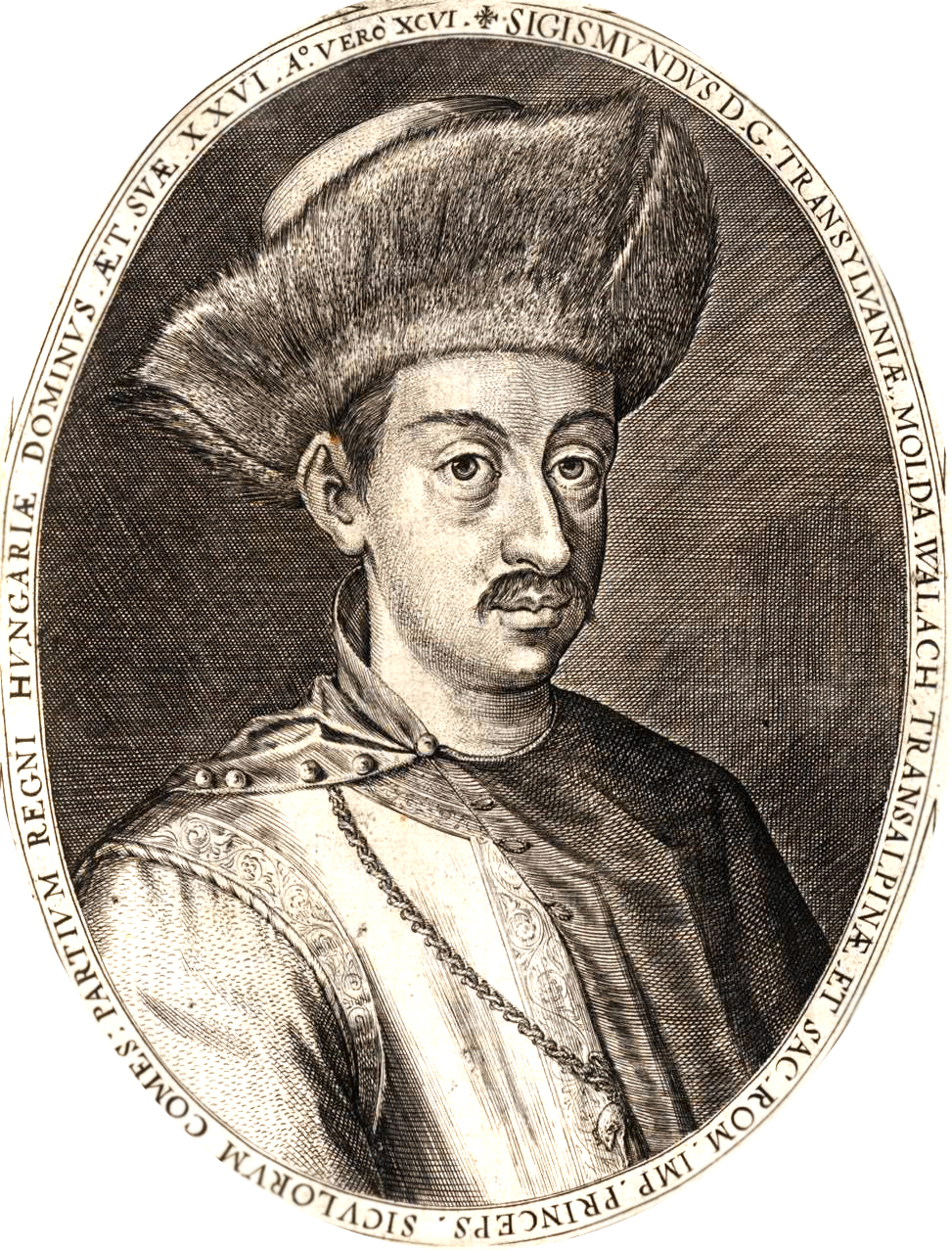
Zikmund Báthory († 27. března)

#### Svět
- 16. února – Mikalojus Daukša, litevsky a latinsky píšící autor duchovní literatury (* po 1527)
- 27. března – Zikmund Báthory, vévoda sedmihradský (* 1572)
- 08. září – Carlo Gesualdo, italský renesanční šlechtic, hudebník a skladatel (* 8. března 1566)
- 14. září – Thomas Overbury, anglický básník a esejista (* pokřtěn 1581)
- 26. října – Johann Bauhin, švýcarský botanik a lékař (* 12. prosince 1541)
- 06. prosince – Anton Praetorius, německý teolog, bojovník proti čarodějnickým procesům (* 1560)
- neznámé datum
  - duben – Philip de Brito, portugalský dobrodruh a žoldnéř (* 1566)
  - Cigoli, italský malíř, sochař a architekt (* 1559)
  - Flaminio Ponzio, italský pozdně renesanční či manýristický architekt (* 1560)

## Hlavy států
- Anglie – Jakub I. Stuart (1603–1625)
- Francie – Ludvík XIII. (1610–1643)
- Habsburská monarchie – Matyáš Habsburský (1612–1619)
- Morava – Karel starší ze Žerotína
- Osmanská říše – Ahmed I. (1603–1617)
- Polsko-litevská unie – Zikmund III. Vasa (1587–1632)
- Rusko – Vladislav IV. Vasa (1610–1613) / Michail I. (1613–1645)
- Španělsko – Filip III. (1598–1621)
- Švédsko – Gustav II. Adolf (1611–1632)
- Papež – Pavel V. (1605–1621)
- Perská říše – Abbás I. Veliký